# Thennelières
Thennelières est une commune française, située dans le département de l'Aube en région Grand Est.

## Géographie
| Villechétif              | Bouranton    | Laubressel   |
|                          | Thennelières |              |
| Saint-Parres-aux-Tertres | Ruvigny      | Courteranges |

### Toponymie
Tanoclaria en 869 dans un cartulaire de Charles le Chauve qui reconnaissait l'abbaye de Montiéramey. La commune se serait appelée Paillot avant la Révolution française et aurait conservé, par la suite, le nom révolutionnaire de Thennelières.
Sur le cadastre de 1832 : Bréchigny, ferme de l'Étang, Étang-neuf, Grand-étang, Flacey, la Folie, la Justice, le Terte, le Moulin-à-Vent, Sainte-Catherine.

### Hydrographie
La commune est dans la région hydrographique « la Seine de sa source au confluent de l'Oise (exclu) » au sein du bassin Seine-Normandie. Elle est drainée par le Melda, le canal 01 de l'Étang Neuf, le Melda et le ru Saint-Léon,.
Le Melda, d'une longueur de 12 km, prend sa source dans la commune de Laubressel et se jette  dans la Barse à Pont-Sainte-Marie, après avoir traversé sept communes. 

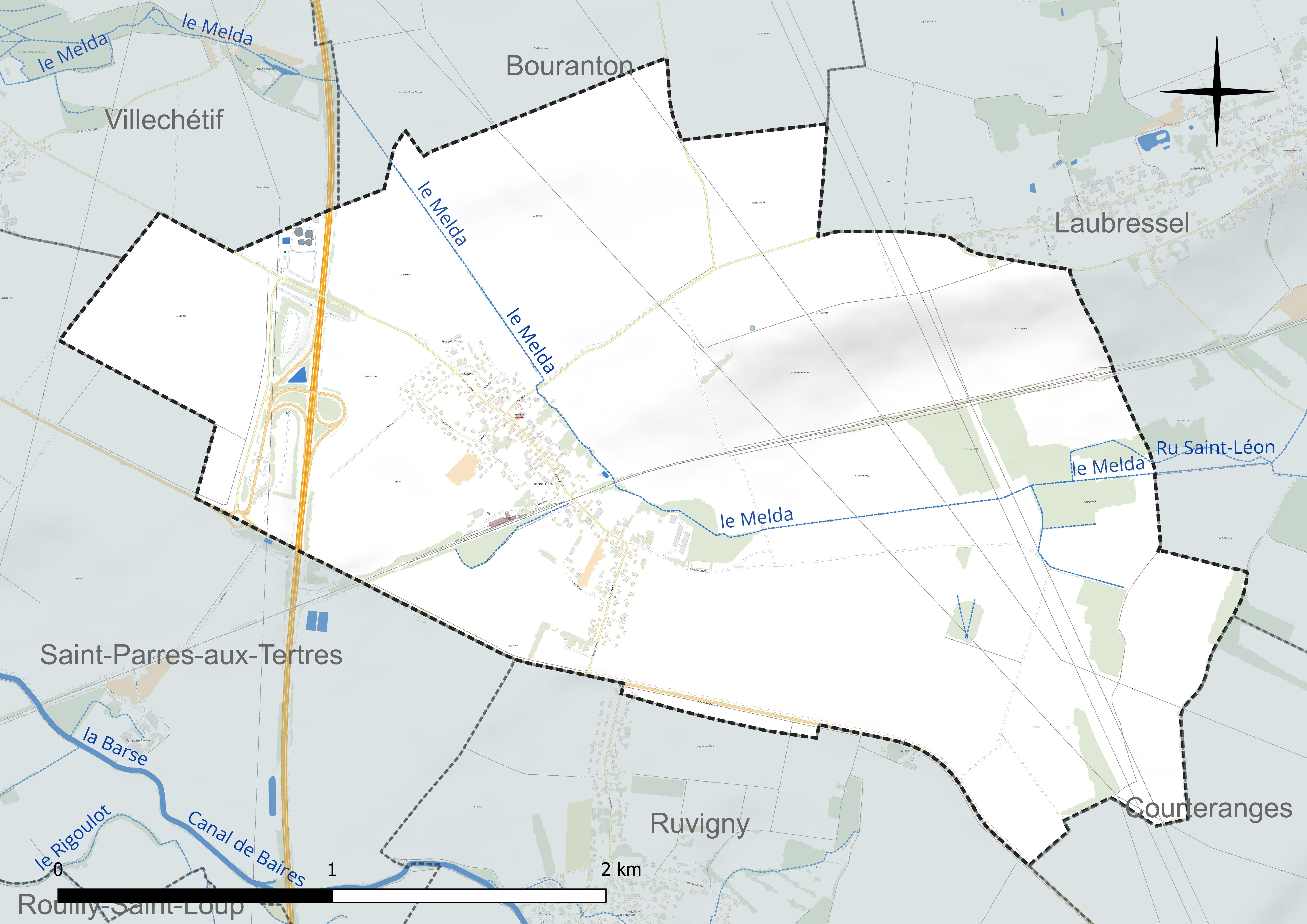
Réseau hydrographique de Thennelières.

### Climat
Pour des articles plus généraux, voir Climat du Grand Est et Climat de l'Aube.
En 2010, le climat de la commune est de type climat océanique dégradé des plaines du Centre et du Nord, selon une étude du Centre national de la recherche scientifique s'appuyant sur une série de données couvrant la période 1971-2000. En 2020, Météo-France publie une typologie des climats de la France métropolitaine dans laquelle la commune est exposée à un climat océanique altéré et est dans la région climatique  Lorraine, plateau de Langres, Morvan, caractérisée par un hiver rude (1,5 °C), des vents modérés et des brouillards fréquents en automne et hiver. 
Pour la période 1971-2000, la température annuelle moyenne est de 10,5 °C, avec une amplitude thermique annuelle de 15,7 °C. Le cumul annuel moyen de précipitations est de 716 mm, avec 11,7 jours de précipitations en janvier et 8,1 jours en juillet. Pour la période 1991-2020, la température moyenne annuelle observée sur la station météorologique de Météo-France la plus proche, « Troyes-Barberey », sur la commune de Barberey-Saint-Sulpice à 12 km à vol d'oiseau, est de 11,3 °C et le cumul annuel moyen de précipitations est de 644,6 mm. 
La température maximale relevée sur cette station est de 41,8 °C, atteinte le 25 juillet 2019 ; la température minimale est de −23 °C, atteinte le 17 janvier 1985,,. 
Les paramètres climatiques de la commune ont été estimés pour le milieu du siècle (2041-2070) selon différents scénarios d'émission de gaz à effet de serre à partir des nouvelles projections climatiques de référence DRIAS-2020. Ils sont consultables sur un site dédié publié par Météo-France en novembre 2022.

## Urbanisme

### Typologie
Au 1er janvier 2024, Thennelières est catégorisée commune rurale à habitat dispersé, selon la nouvelle grille communale de densité à 7 niveaux définie par l'Insee en 2022.
Elle est située hors unité urbaine. Par ailleurs la commune fait partie de l'aire d'attraction de Troyes, dont elle est une commune de la couronne,. Cette aire, qui regroupe 209 communes, est catégorisée dans les aires de 200 000 à moins de 700 000 habitants,.

### Occupation des sols
L'occupation des sols de la commune, telle qu'elle ressort de la base de données européenne d’occupation biophysique des sols Corine Land Cover (CLC), est marquée par l'importance des territoires agricoles (88,4 % en 2018), en diminution par rapport à 1990 (90,9 %). La répartition détaillée en 2018 est la suivante : 
terres arables (82,4 %), zones urbanisées (6,5 %), zones agricoles hétérogènes (6 %), zones industrielles ou commerciales et réseaux de communication (5,2 %). L'évolution de l’occupation des sols de la commune et de ses infrastructures peut être observée sur les différentes représentations cartographiques du territoire : la carte de Cassini (XVIIIe siècle), la carte d'état-major (1820-1866) et les cartes ou photos aériennes de l'IGN pour la période actuelle (1950 à aujourd'hui).

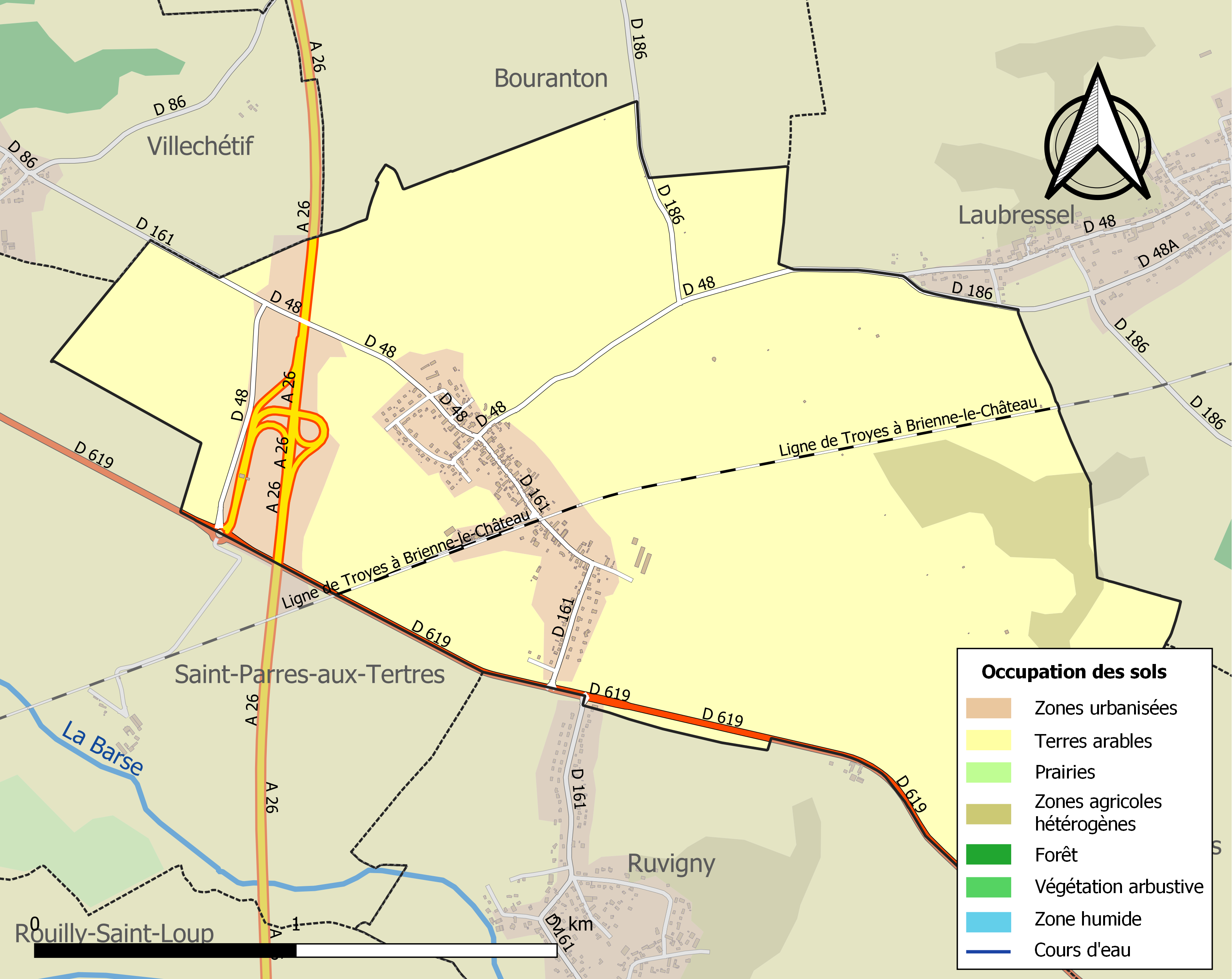
Carte des infrastructures et de l'occupation des sols de la commune en 2018 (CLC).

## Histoire
Une enceinte circulaire, une autre quadrangulaire montrent une habitation dès l'âge du fer et du bronze final.
En 1789, la commune était encore de l'intendance et de la généralité de Châlons, de l'élection et du bailliage de Troyes et de la mairie royale de Chaillouet. Il y avait déjà un château fort en 1338, qui existait comme maison forte fermée de fossés, basse-cour, bois et jardin, garenne, pressoir en 1540. Ce sont les habitants qui y devaient la garde en 1635 et il est encore cité en 1767.
Pendant la campagne de France (1814), un combat d'arrière-garde opposa les troupes de la 2e division de tirailleurs de la Jeune Garde du général Henri Rottembourg aux troupes de l'armée de Bohême du général Andreï Ivanovitch Gortchakov le 3 mars 1814.

## Politique et administration
| Période                                  | Période  | Identité                                      | Étiquette | Qualité  |
| ---------------------------------------- | -------- | --------------------------------------------- | --------- | -------- |
| 2001                                     | 2008     | Guy Damoiseau                                 |           |          |
| mars 2008                                | En cours | Bernard Roblet Réélu pour le mandat 2020-2026 | DVD       | Retraité |
| Les données manquantes sont à compléter. |          |                                               |           |          |

## Démographie
L'évolution du nombre d'habitants est connue à travers les recensements de la population effectués dans la commune depuis 1793. Pour les communes de moins de 10 000 habitants, une enquête de recensement portant sur toute la population est réalisée tous les cinq ans, les populations de référence des années intermédiaires étant quant à elles estimées par interpolation ou extrapolation. Pour la commune, le premier recensement exhaustif entrant dans le cadre du nouveau dispositif a été réalisé en 2008.

En 2022, la commune comptait 336 habitants, en évolution de −1,47 % par rapport à 2016 (Aube : +0,7 %, France hors Mayotte : +2,11 %).
| 1793 | 1800 | 1806 | 1821 | 1831 | 1836 | 1841 | 1846 | 1851 |
| ---- | ---- | ---- | ---- | ---- | ---- | ---- | ---- | ---- |
| 230  | 223  | 198  | 162  | 150  | 191  | 197  | 188  | 188  |

| 1856 | 1861 | 1866 | 1872 | 1876 | 1881 | 1886 | 1891 | 1896 |
| ---- | ---- | ---- | ---- | ---- | ---- | ---- | ---- | ---- |
| 181  | 185  | 176  | 177  | 187  | 177  | 201  | 186  | 173  |

| 1901 | 1906 | 1911 | 1921 | 1926 | 1931 | 1936 | 1946 | 1954 |
| ---- | ---- | ---- | ---- | ---- | ---- | ---- | ---- | ---- |
| 178  | 178  | 199  | 186  | 183  | 214  | 215  | 163  | 197  |

| 1962 | 1968 | 1975 | 1982 | 1990 | 1999 | 2006 | 2008 | 2013 |
| ---- | ---- | ---- | ---- | ---- | ---- | ---- | ---- | ---- |
| 174  | 181  | 238  | 245  | 248  | 267  | 321  | 336  | 342  |

| 2018 | 2022 | - | - | - | - | - | - | - |
| ---- | ---- | - | - | - | - | - | - | - |
| 334  | 336  | - | - | - | - | - | - | - |

## Lieux et monuments
- Église Saint-Léon-II de la paroisse qui était à la collation de l'évêque, sur ladite paroisse se trouvait aussi une chapelle Sainte-Catherine. L'église dont la nef est du XIIe siècle et l'abside et le transept sont eux du XVIe siècle. Le mobilier de l'église se compose du gisant de Louise de Coligny, en marbre blanc et noir[22]  est morte le 24 août 1580 qui était sur une table de marbre noir avec deux pilastres ayant comme inscription : "CY GIST DAME LOVISE DE COLIGNY... VEVFVE DE FEV MESSIRE GAVLCHER DE DINTEVILLE CHEVALIER GENTILHOMME ORDINAIRE DE LA CHAMBRE DV ROY SEIGNEVR DVDIT VANLAY ? THENELIERE & D'AV [xon] LAQVELLE DECEDALE LE 4e JOUR 1589". Une autre, de taille plus modeste[23], aussi de marbre noir et blanc rehaussé de cuivre. Elle est pour les époux Galtéo et Anne de Dinteville. Le cœur de Gaucher de Dinteville, bailli de Troyes, en la chapelle Saint-Nicolas, des verrières comme la baie 4[24] ou le donateur était de la famille Dinteville-Choiseul.

## Héraldique
|  | Les armes de la ville se blasonnent ainsi : D’azur à la barre d’argent côtoyée de deux doubles cotices potencées et contre-potencées d’or, accompagnée à dextre d’un clocher aussi d’argent mouvant et à senestre d’un léopard aussi d’or. |